# Frontón Ogueta
El Frontón Ogueta consiste en un tipo de frontón corto de pelota vasca, en el que se pueden disputar las modalidades de mano y pala corta. Localizado en la localidad de Vitoria, provincia de Álava (España). Fue construido en 1979, a fin de contar con un frontón de garantías y de gran capacidad para los grandes eventos de la pelota mano profesional. Tomo su nombre del mejor pelotari alavés de todos los tiempos, "Ogueta", dos veces campeón manomanista.
A pesar de ser un frontón con una capacidad superior al Atano III donostiarra, en el mismo apenas se han disputado finales del Campeonato Manomanista. No obstante, sí que es plaza habitual para las finales del Campeonato de mano parejas y del Cuatro y Medio.
El frontón fue remodelado y reinaugurado en 2021, tras dos años de cierre para mejorar seguridad y accesibilidad.